# Marituba
Marituba este un oraș în Pará (PA), Brazilia.